# Didim
Didim – miejscowość w południowo-zachodniej Turcji, nad Morzem Egejskim, w prowincji Aydın, 60 tys. mieszkańców (stan z 2013 roku). Na terenie miejscowości znajdują się ruiny starożytnej Didymy ze świątynią Apollina.